# Gammelholms Latin- og Realskole
Gammelholms (Forberedelses-,) Latin- og Realskole 1872–1909 var et gymnasium i København.

## Skolen oprettes
Gammelholm Forberedelsesskole startede i 1872, da skolelederen cand.teol. Gottlieb Nicolai Christensen (8. august 1841–17. april 1922) lejede de første lokaler til skolen i Holbergsgade nr. 12. Skolen startede med 2 elever, men voksede, så den i løbet af kort tid måtte flytte flere gange; først til Holbergsgade 13 og senere i 1890 til helt nybyggede skolebygninger i Toldbodgade 10. Denne bygning var bygget efter de nyeste principper (Christian Bohr) for opvarmning og ventilation (arkitekter: Henrik Hagemann og Knud Arne Petersen. Ingeniør: A.B. Reck).
Disse bygninger rummede ikke blot klasselokaler og anskuelsessal, men i et selvstændigt hus fandtes gymnastik- og sløjdsal. Det sidste var en nyskabelse, da næsten ingen skoler på dette tidspunkt tilbød sløjd. Sløjdundervisningen foregik efter principperne i Dansk Skolesløjd. Skolen fik dimissionsret til realeksamen 1894 og til artium 1896.

## Anskuelsesundervisning
Som underoverskriften fortæller om skolen, blev den mest kendt i samtiden for sin intelligenstræning, som skolelederen senere omdøbte til anskuelsesundervisning. Denne undervisning startede allerede i første klasse i anskuelsessalen oppe under taget. Heroppe fandtes den meget store modelsamling, der gjorde skolen kendt ude i Europa. Modellerne fremstillede vha. figurer, bygninger og redskaber alt fra slusesystemer, vandmøller og forskellige typer landskaber. Der var så mange modeller, dyr, planter, fossiler og historiske fund, at hele den øverste etage af skolebygningen i løbet af kort tid måtte tages i brug, så den både kunne rumme anskuelsessal og modelsamling.

## Fodbold på skoleskemaet som en af de første skoler i Danmark
Skolen gjorde sig ikke kun bemærket på anskuelses- og sløjdundervisningens område. I samarbejde med Christian Bohr optog skolen som en af de første i Danmark fodbold på skoleskemaet. Fodboldspillet foregik både i skolegårdene og i gymnastiktimerne nede på Grønningen. De mest kendte fodboldspillere fra skolen er Niels og Harald Bohr. Harald Bohr var således med til at vinde sølv til Danmark ved OL i London i 1908.

## Skolen bryder densociale arv
Skolens pædagogik var forskellig fra det, man normalt forbinder med latin- og realskoler. En elev udtrykte ved skolens 25-års jubilæum, at skolen var kendt for sin godhed. Denne pædagogik førte, efter at skolen i 1896 fik lov til at lade eleverne gå til studentereksamen, til, at en uhyre høj procentdel af de elever, der gik på skolen, også tog studentereksamen fra skolen, samt at lige knap 1/3 af eleverne senere kom i Den Blå Bog.

## Skolen nedlægges
På trods af skolens fine resultater besluttede direktionen for skolefællesskabet De Forenede Latin- og Realskoler (oprettet i 1901) i foråret 1909 at lukke skolen. Det kunne de, fordi skolen i 1903 indgik i dette fællesskab. Begrundelsen for lukningen var bl.a. 
- Mange lejligheder var blevet solgt til kontorbrug
- Toldbodgade var farlig for børn, da der var transport af kvæg gennem gaden
- Klasselokalerne var ikke indrettet til at huse store klasser

Skolen blev i 1909 i stedet sammenlagt med Efterslægtens Skole, der lå på Amagertorv, hvor Illums Bolighus i dag har til huse.

## Gammelholmersamfundet
Gammelholmersamfundet holdt endnu nogle år skolens navn i hævd. Dette samfund opstod 27.4.1904, omtrent samtidig med at de årlige koncerter i Larsens Lokaler (det nuværende Jeudan på Skt. Annæ) ophørte. For at blive medlem af dette samfund skulle man være elev eller lærer fra skolen, og man skulle nok også helst kunne synge. For hvert år afholdtes der sangaftener og revyer. Gammelholmersamfundet udgav i anledning af skolens 50-års fødselsdag et blad, Søndags G.T. I dette blad mindedes man skolen i tekst og tegning. Således også med en tegneserie om Niels og Harald Bohr.

## International anerkendelse
Skolen var kendt og omtalt flere steder uden for landets grænser, således også i Le Tour du Mode som "L’une des plus remarquable est certainenment la Gammelholm Forberedelsesskole, Latin og Realskole".

## Lærerne ved skolen
Skolens lærerkorps bestod af både mandlige og kvindelige lærere. Hvad der måske kan undre i samtiden er, at der var kvindelige lærere i både idræt og sløjd. Men da dette foregik gennem mange år og til forældres og elevers tilfredshed, har det ikke været et problem. Flere af lærerne ved skolen blev senere rektorer for deres egen skole, heriblandt Jens Krarup (Øregaard Gymnasium) og E. Skovgaard-Petersen (grundlægger af Rungsted Kostskole). Kapelmusikus J. Mikkelsen komponerede musik til en del danske sange i skolens sangbog og udgav en del lærebøger i musik til brug for såvel skoler som højskoler. Han arbejde bl.a. efter Chevé-metoden, hvor nodernes navne var erstattet med talværdier, hvad der bl.a. lettede transponering.

## Kendte studenter
- 1884: Carl Skovgaard-Petersen (kun elev)
- 1896: Edvard Philip Mackeprang
- 1897: Anders W. Holm
- 1897: Richard Thomsen
- 1898: Vilhelm Schepelern
- 1901: Jens Rosenkjær
- 1901: Otto Bang, Peter Skov
- 1903: Niels Bohr
- 1904: Harald Bohr
- 1905: Carl Ahlefeldt-Laurvig
- 1907: Aage Louis Dessau
- 1908: Frants Dragsted
- 1909: Erik Warburg
- A.W. Sandberg (kun elev)
- øvrige elever med 4. klasses hovedeksamen og almindelig forberedelseseksamen/mellemskoleeksamen/realeksamen fra 1894 samt alle studenter fra 1896 til 1909 er nævnt i Tommerups bog om skolen.